# Living with the Past
Living with the Past is een livealbum van de Britse progressieve-rockband Jethro Tull, uitgebracht in 2002.
Er is ook een gelijknamige dvd uitgebracht, maar deze bevat wel andere nummers.

## Geschiedenis
Het grootste deel van het album is opgenomen in 2001 te Londen, maar er zijn ook twee nummers gespeeld tijdens de 2 Meter Sessies toegevoegd. Daarnaast is er een korte sessie met een strijkkwartet bij Ian Anderson thuis, verder The Dressing Room Tapes en een nummer gespeeld op een reünie van de oorspronkelijke Jethro Tull-formatie uit 1968.

## Nummers
1. Intro
2. My Sunday Feeling
3. Roots to Branches
4. Jack-in-the-Green
5. The Habanero Reel
6. Sweet Dream
7. In the Grip of Stronger Stuff
8. Aqualung
9. Locomotive Breath
10. Living in the Past
11. Protect and Survive
12. Nothing Is Easy
13. Wond'ring Aloud
14. Life Is a Long Song
15. A Christmas Song
16. Cheap Day Return
17. Mother Goose
18. Dot Com
19. Fat Man
20. Some Day the Sun Won't Shine for You
21. Cheerio

- Nummer 1 tot en met 11 en 21: 25 november 2001, Hammersmith Apollo, Londen.
- Nummer 12: 22 oktober 1999, Olympia, Parijs
- Nummer 13 en 14: 22 januari 2002, Ian Andersons privéstudio.
- Nummer 15, 16 en 17: 13 oktober 1989, The Dressing Room Tapes; Hallenstadion, Zürich.
- Nummer 18 en 19: 2 Meter Sessies, Wisseloord Studios, Hilversum.
- Nummer 20: 29 januari 2002, Kelly's, Leamington Spa (Jethro Tull-bezetting 1968).

## Bezetting
- Ian Anderson (dwarsfluit, bansuri, zang, akoestische gitaar, mondharmonica, mandoline)
- Martin Barre (elektrische gitaar, akoestische gitaar, dwarsfluit)
- Andrew Giddings (keyboards, accordeon)
- Jonathan Noyce (basgitaar, vaastrommel)
- Doane Perry (drums, percussie)

Gastmuzikanten:
- Mick Abrahams (elektrische gitaar, akoestische gitaar, zang)
- Clive Bunker (drums)
- Glenn Cornick (basgitaar)
- David Pegg (mandoline, basgitaar)